# Avogadrit
Avogadrit ist ein sehr selten vorkommendes Mineral aus der Mineralklasse der „Halogenide“. Es kristallisiert im orthorhombischen Kristallsystem mit der chemischen Zusammensetzung (K,Cs)[BF4], ist also chemisch gesehen ein Kalium-Tetrafluorborat, wobei geringe Anteile des Kaliums durch Caesium vertreten (substituiert) sein können.
Avogadrit entwickelt nur mikroskopisch kleine oktaedrische, tafelige Kristalle und dünne, krustige Überzüge, die entweder farblos bis weiß oder durch Fremdbeimengungen gelblich bis rötlich sind.

## Etymologie und Geschichte
Erstmals entdeckt wurde Avogadrit 1926 am Vesuv in Italien und beschrieben durch Ferruccio Zambonini (1880–1932), der das Mineral nach dem berühmten italienischen Physiker und Chemiker Amadeo Avogadro (1776–1856) benannte.

## Klassifikation
In der mittlerweile veralteten, aber noch gebräuchlichen 8. Auflage der Mineralsystematik nach Strunz gehörte der Avogadrit zur Mineralklasse der „Halogenide“ und dort zur Abteilung der „wasserfreien Doppelhalogenide“, wo er zusammen mit Barberiit und Ferruccit eine eigenständige Gruppe bildete.
Die seit 2001 gültige und von der International Mineralogical Association (IMA) verwendete 9. Auflage der Strunz'schen Mineralsystematik ordnet den Avogadrit ebenfalls in die Klasse der „Halogenide“ ein, dort allerdings in die Abteilung der „Komplexen Halogenide“. Diese Abteilung ist zudem weiter unterteilt nach der Kristallstruktur, so dass das Mineral entsprechend seinem Aufbau in der Unterabteilung der „Borofluoride“ zu finden ist, wo es nur noch zusammen mit Barberiit die unbenannte Gruppe 3.CA.10 bildet.
Auch die vorwiegend im englischen Sprachraum gebräuchliche Systematik der Minerale nach Dana ordnet den Avogadrit in die Klasse der „Halogenide“ und dort in die Abteilung der „Komplexe Halogenide – Aluminiumfluoride“ ein. Hier ist er einziges Mitglied der unbenannten Gruppe 11.02.02 innerhalb der Unterabteilung der „Komplexen Halogenide (und Aluminiumfluoride) mit der allgemeinen Zusammensetzung (A)mB(X)4“.

## Kristallstruktur
Avogadrit kristallisiert orthorhombisch in der Raumgruppe Pnma (Raumgruppen-Nr. 62) mit den Gitterparametern a = 8,66 Å; b = 5,48 Å und c = 7,03 Å sowie 4 Formeleinheiten pro Elementarzelle.

## Eigenschaften
Avogadrit ist schwach löslich in Wasser, das dadurch einen bitteren Geschmack annimmt.

## Modifikationen und Varietäten
Oberhalb von 273 °C wandelt Avogadrit sein Kristallsystem in die kubische Modifikation um.

## Bildung und Fundorte
Avogadrit bildet sich durch direkte Kristallisation aus den vulkanischen Gasen (Sublimation) der aktiven Fumarole. Begleitminerale sind unter anderem Sassolin, Malladrit und Hieratit.
Weltweit konnte das Mineral außer an seiner Typlokalität in Italien noch an der Westseite des Valle del Gigante zwischen dem Monte Somma und dem Vesuv (Atrio del Cavallo) sowie am „La Fossa Krater“ auf der sizilianischen Insel Vulcano gefunden werden. Daneben wurde Avogadrit noch in der Oblast Kamtschatka in Russland entdeckt.